# جاده ئی۵۳۳ اروپا
جاده ئی۵۳۳ اروپا (به انگلیسی: European route E533) یکی از جاده‌های درجه ۲ قاره اروپا است.
این جاده از شهر مونیخ (آلمان) شروع شده و در شهر اینسبروک (اتریش) به پایان می‌رسد.